# Союз-25
«Союз-25» — пилотируемый космический корабль серии «Союз».

## Параметры полёта
- Масса аппарата — 6,860 т;
- Наклонение орбиты — 51,66 (51,62)°.
- Период обращения — 88,79 (91,36) мин.
- Перигей — 198,5 (344,6) км.
- Апогей — 258,1 (357,5) км.

## Экипаж
Основной экипаж
- Командир корабля — Ковалёнок, Владимир Васильевич (1-й космический полёт)
- Бортинженер корабля — Рюмин, Валерий Викторович (1-й космический полёт)

Дублирующий экипаж
- Командир корабля — Романенко, Юрий Викторович
- Бортинженер корабля — Иванченков, Александр Сергеевич

Резервные экипажи
- Командир корабля — Ляхов, Владимир Афанасьевич
- Бортинженер корабля — Гречко, Георгий Михайлович
- Командир корабля — Попов, Леонид Иванович
- Бортинженер корабля — Андреев, Борис Дмитриевич

## Описание полёта
Программа полёта предусматривала стыковку 10 октября 1977 г. корабля «Союз-25» с орбитальной станцией «Салют-6», которая была выведена на орбиту 29 сентября 1977 года. Экипаж «Союза-25» должен был стать экипажем первой долговременной экспедиции на борту станции «Салют-6».

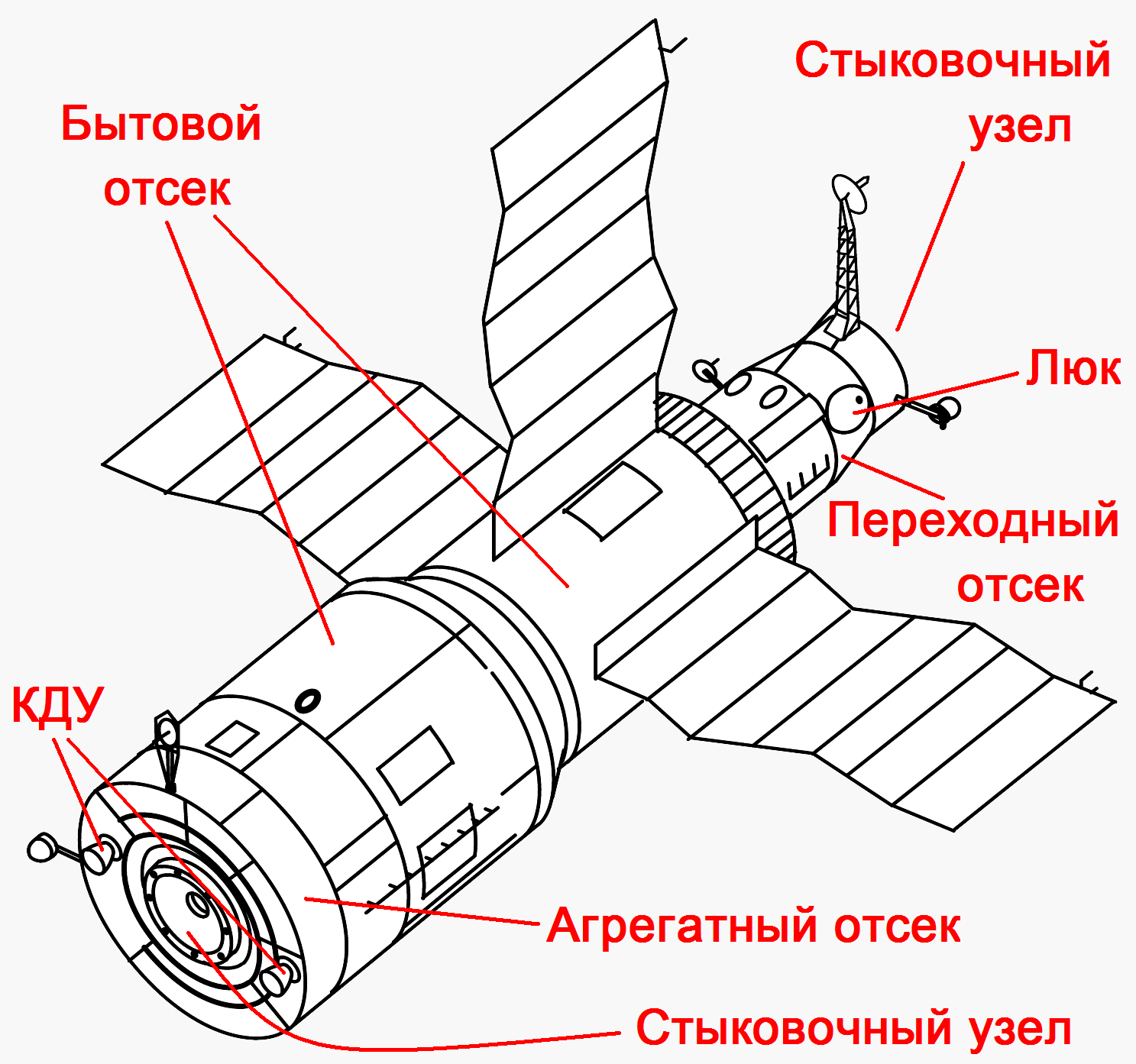
«Салют-6». КК «Союз-25» пытался причалить к стыковочному узлу, расположенному на переходном отсеке

Космический корабль «Союз-25» причаливался к стыковочному узлу, расположенному на переходном отсеке. Стыковка проходила в ручном режиме. Командир В. В. Ковалёнок вспоминал:

Валерий показывает на перекрестие визира и видеоконтрольное устройство телевизионной системы и поднимает большой палец — всё идёт отлично. Ждём касания… Ощущаем толчок. Ждём желанного зелёного транспаранта: «Механический захват». Вместо него загорелся другой: «Отвод». Стыковки не произошло. Принимаем решение повторить её. <…> Но и на этот раз всё повторилось: соударение и страшная надпись на транспаранте: «Отвод». <…> И снова взялся за ручки управления. Режим сближения был организован просто идеально. Корабль шёл на станцию с нулевыми боковыми и угловыми скоростями. Не было даже необходимости держаться за ручки управления. <…> У меня же кошки скребли на душе: два предыдущих режима были такими же, но сцепки не произошло. По какой-то причине, думал я, защёлки стыковочного механизма не проходят в приёмное гнездо стакана конуса…
В подтверждение моих мыслей после третьего соударения корабль стал отходить от станции: пружины стыковочного механизма оттолкнули нас. Затормозить корабль было нечем: топливо в основной системе выработано. <…> Земля поинтересовалась положением станции. Я вплыл в бытовой отсек и глазам своим не поверил: «Салют-6» — в 8—10 метрах от нашего корабля. Такая близость опасна. Дело в том, что по законам небесной механики два тела, побывавшие вместе, то есть в составе одной массы, после расхождения могут встретиться в определенной точке снова, если гравитационные силы будут действовать на «стягивание». Алексей Елисеев в течение двух витков выяснил, на сближение или на расхождение действуют эти силы, но они, к счастью, разводили наши объекты. Мы стали готовиться к посадке
— «Родина крылья дала»
Полёт был прерван, и космонавты вернулись на Землю. Истинную причину неудачи стыковки установить так и не удалось. Стыковочный узел «Союза-25» сгорел в плотных слоях атмосферы при посадке космического корабля.
В. С. Сыромятников пишет:

10 октября, успешно выполнив все дальние манёвры сначала по командам с Земли, а затем автоматически при помощи радиолокатора «Игла», «Союз-25» сблизился с «Салютом-6» до расстояния в 150 метров, а относительная скорость уменьшилась до одного метра в секунду. При таких параметрах действие орбитальной механики ослабло настолько, что можно было летать по-самолётному, почти как в земной атмосфере. Предусматривались две возможности завершить причаливание: продолжить автоматическое сближение, используя «Иглу», или перейти на ручное управление. Решение принимали космонавты.
Ковалёнок сделал две попытки состыковаться со станцией. Тогда, да и сейчас, всё-таки трудно было объяснить, как можно промахнуться оба раза. На третью попытку не хватило топлива. Правда, оставались ещё резервные баки, но руководитель полетов А. Елисеев категорически запретил использовать НЗ: топливо требовалось для спуска на Землю, а это было поважнее стыковки.
— 
Восстановить картину удалось в результате анализа телеметрии датчиков касания — ДК1 и ДК2, датчиков перемещений боковых амортизаторов — БПР и БПТ и датчика ЛПШ (линейное перемещение штанги).

Из показаний всех датчиков следовало, что при первой стыковке промах оказался настолько большим, что головка штанги стыковочного механизма, скользнув по наружной обшивке ПХО (переходного отсека станции) и не встретив приёмного конуса, прошла снаружи до тех пор, пока не соприкоснулись шпангоуты стыковочных агрегатов. Скорость сближения была нормальной, и после столкновения корабль отошёл от станции на небольшое расстояние. При второй попытке лишь 2—3 сантиметров не хватило для того, чтобы штанга попала в приёмный конус. Как это следовало из анализа показаний тех же датчиков, осевой амортизатор сработал при ударе нормально, а головка штанги попала в торец стыковочного шпангоута.
— 

Оба члена экипажа «Союза-25» оказались новичками, это был их первый полёт в космос. Стыковка проводилась на следующий день после старта, то есть в острый период адаптации к космическим условиям. Командир корабля В. Ковалёнок — человек очень эмоциональный. Это проявилось как при той неудачной стыковке, так и позже, когда он успешно выполнял два длительных полёта в 1978 и 1981 годы. Эти субъективные факторы и объективные причины, связанные с недостаточно отлаженной системой подготовки, привели к неудаче.
— 

Каждый последующий экипаж, по крайней мере, один из его членов, назначался из состава уже летавших космонавтов. Увеличили объём и интенсивность тренировок, прежде всего по причаливанию и стыковке. Наконец, при первой стыковке, сразу после запуска на орбиту, основным стал автоматический режим причаливания.
— 